# Tadoule Lake (Manitoba)
Tadoule Lake je izolovaná severská obec v provincii Manitoba dostupná pouze letadlem, sněžným skútrem či saněmi taženými psy. V roce 1973 se sem přestěhovali Čipevajané kmene Sayisi Dené, aby se vrátili ke svému tradičnímu způsobu života při lovu karibu.
Obec, umístěná na severozápadním břehu jezera Tadoule Lake je obsluhována letištěm Tadoule Lake Airport.
| Růžice kompasu |             | Baker Lake   |           | Růžice kompasu |
| Růžice kompasu | Lac Brochet | Sever        | Churchill | Růžice kompasu |
| Růžice kompasu | Lac Brochet | Tadoule Lake | Churchill | Růžice kompasu |
| Růžice kompasu | Lac Brochet | Jih          | Churchill | Růžice kompasu |
| Růžice kompasu | Leaf Rapids |              |           | Růžice kompasu |

## Další literatura
- Davison, W. L. Geology Tadoule Lake. 1962.
- Dredge, L. A., F. M. Nixon, and R. J. Richardson. Tadoule Lake, Manitoba surficial geology. Preliminary series (Geological Survey of Canada), map 1981-17. 1982.